# Конні Торстенссон
Конні Торстенссон (швед. Conny Torstensson, нар. 28 серпня 1949, Вестервік) — шведський футболіст, що грав на позиції нападника. По завершенні ігрової кар'єри — футбольний тренер.
Як гравець насамперед відомий виступами за мюнхенську «Баварію», а також національну збірну Швеції.
Дворазовий чемпіон Швеції. Чемпіон Німеччини. Володар Міжконтинентального кубка. Триразовий володар Кубка чемпіонів УЄФА.

## Клубна кар'єра
У дорослому футболі дебютував 1967 року виступами за команду клубу «Отвідабергс ФФ», в якій провів шість сезонів, взявши участь у 50 матчах чемпіонату. У складі «Отвідабергса» був одним з головних бомбардирів команди, маючи середню результативність на рівні 0,36 голу за гру першості.
Своєю грою за цю команду привернув увагу представників тренерського штабу мюнхенської «Баварії», до складу якого приєднався 1973 року. Відіграв за мюнхенський клуб наступні чотири сезони своєї ігрової кар'єри. Більшість часу, проведеного у складі мюнхенської «Баварії», був основним гравцем атакувальної ланки команди. За роки, проведені у Німеччині, тричі поспіль допомагав «Баварії» ставати найсильнішою клубною командою Європи.
Протягом 1977—1978 років захищав кольори швейцарського «Цюриха».
Завершив професійну ігрову кар'єру у клубі «Отвідабергс ФФ», у складі якого свого часу розпочинав грати у футбол. Прийшов до команди 1978 року, захищав її кольори до припинення виступів на професійному рівні у 1980.

## Виступи за збірну
1972 року дебютував в офіційних матчах у складі національної збірної Швеції. Протягом кар'єри у національній команді, яка тривала 8 років, провів у формі головної команди країни 40 матчів, забивши 7 голів.
У складі збірної був учасником чемпіонату світу 1974 року у ФРН, а також чемпіонату світу 1978 року в Аргентині.

## Кар'єра тренера
Розпочав тренерську кар'єру, повернувшись до футболу після невеликої перерви, 1986 року, очоливши тренерський штаб клубу «Отвідабергс ФФ», в якому пропрацював лише один рік.

## Титули і досягнення
- Володар Міжконтинентального кубка (1):

«Баварія»: 1976
- Володар Кубка чемпіонів УЄФА (3):

«Баварія»:1973–74, 1974–75, 1975–76
- Чемпіон Швеції (2):

«Отвідабергс ФФ»: 1970, 1971
- Чемпіон Німеччини (1):

«Баварія»: 1973–74